# 14 км (зупинний пункт, перегін Родинське — Мерцалове)

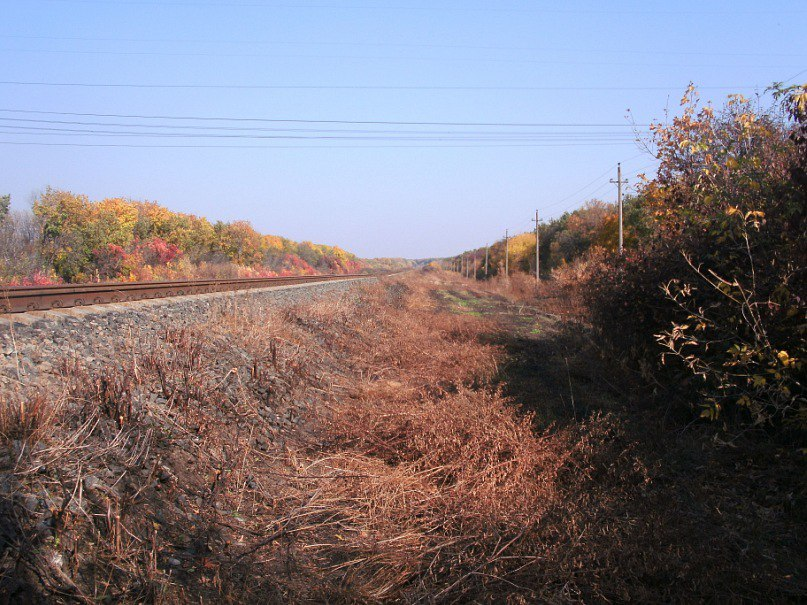
Місце на перегоні Родинська - Мерцалове, в районі якого був з.п. 14 км

Зупинний пункт 14 км існував у 40/50-х - 70-х роках ХХ століття на перегоні Родинська - Мерцалове. Обслуговував пасажирів міста Білицьке, сіл Затишок і Заповідне Покровського району Донецької області. Станом на 2017 рік - не функціонує, посадочну платформу демонтовано.
Поруч із платформою був переїзд (ґрунтовка з Білицького на Никанорівку) та будка, в якій проживала родина залізничників, прописаних формально в селищі Дорожнє (станція Мерцалове). Перші дані про будку 13 верста (14 км від станції Гришине в напрямі Добропілля) на території Никанорівської сільради датовані 1926 роком, і скоріш за все, будку звели разом із Добропільською гілкою у 1914-1916 роках. У 1965 році від зупинного пункту 14 км було продано (у вагонах приміських потягів) 225 пасажирських квитків у приміському сполученні, у 1969 році - 7,3 тис., у 1970 році - 2,65 тис., у 1972 році - 1,93 тис. квитків у приміському і 39 квитків у прямому сполученні, у 1973 році - 1,18 тис. квитків у приміському сполученні.
Див. також: Рудниково-Лозівська залізниця, Сухецький роз'їзд. 